# II Crônicas
II Crônicas é um dos livros históricos do Antigo Testamento da Bíblia, vem depois de I Crônicas e antes do Livro de Esdras. Possui 36 capítulos e foi desmembrado de I Crônicas com o qual formava originalmente um único livro. Narra acontecimentos de um período da história dos judeus, desde o reinado de Salomão, por volta de 970 a.C., até a destruição do Reino de Judá por Nabucodonosor II, imperador da Babilônia, fato ocorrido em torno de 586 a.C.
Embora seja incerta a sua autoria, a tradição judaica afirma que o livro de II Crônicas teria sido escrito por Esdras, por volta de 430 a.C., o qual tinha o propósito de resgatar os padrões de culto e de adoração ao Deus de Israel, no período após o exílio babilônico, resgatando assim a história do seu povo.
A Edição Pastoral da Bíblia sustenta que os dois livros das Crônicas, juntamente com os livros de Esdras e Neemias, formam um conjunto coerente elaborado provavelmente nos inícios do século IV a.C., trata-se de um grande conjunto narrativo, que vai desde Adão até a organização da comunidade judaica depois do Exílio na Babilônia (por volta de 400 a.C.).
A Bíblia de Jerusalém sustenta que o autor das Crônicas é um levita de Jerusalém, que escreveu numa época sensivelmente posterior a Esdras e Neemias, pois parece combinar as fontes que se referem a eles, portanto, pouco antes do ano 300 a.C., parece ser a data mais verossímil. A obra teria recebido algumas adições posteriores, especialmente em: I Cr 2-9, I Cr 12, I Cr 15 e uma longa adição em I Cr 23,3-I Cr 27, 34.
A Tradução Ecumênica da Bíblia sustenta que originalmente Crônicas I e II eram um único livro, sendo artificial sua divisão em dois livros, e que haveria um único autor para Crônicas, Esdras e Neemias, e que sua redação não teria ocorrido antes de 350 a.C. nem depois de 250 a.C., mas haveria adições posteriores a 200 a.C.. Esta edição também considera viável a hipótese do autor das Crônicas ser um levita.
Os nove primeiros capítulos deste segundo livro II Cr 1-II Cr 9 contam a história do reinado de Salomão, contendo um detalhado registro da construção do templo, cumprindo a promessa feita a seu pai, David, trata-se de um relato que omite aspectos negativos como o luxo e a idolatria no final daquele reinado.
Os capítulos seguintes II Cr 10-II Cr 36 relatam a partir do cisma ocorrido após a morte de Salomão, em torno de 930 a.C., no reinado de Roboão, e prossegue com a história dos outros reis que governaram Judá, os quais muitas das vezes afastaram-se dos mandamentos divinos, tolerando ou introduzindo a idolatria entre o povo, o que importava em castigos, sofrimentos e derrotas militares para as nações vizinhas.
A partir de então, os principais pontos de destaque do livro seriam os reinados de Asa e de Josafá, a morte de Acabe, o reinado de Uzias, a destruição do Reino de Israel pelos assírios, o reinado de Ezequias e a resistência de Jerusalém ao cerco de Senaqueribe, a idolatria de Manassés, o reinado de Josias, o achado do livro da lei mosaica e a derrota de Judá pela Babilônia.

## Relato Paralelo
Pode-se afirmar que ambos os Livros de Crônicas seria uma obra paralela a Reis e Samuel, sendo que a Septuaginta e a Vulgata chamam estes livros de Paralipômenos,  pois relatam coisas que foram deixadas de lado no relato contido em Reis e Samuel, ou seja são uma espécie de complemento, porém, cabe destacar que foram escritos a partir de um enfoque sacerdotal, ou seja, com um enfoque maior na história religiosa dos israelitas.
Quando estes livros foram escritos já existia a Obra Histórica Deuteronomista (Josué, Juízes, I Samuel, II Samuel, I Reis, II Reis), mas havia motivos que justificavam a construção de uma nova versão daquela história.
O foco dessa nova versão está no Templo, nos sacerdotes e nos levitas que nele exerciam suas funções; os sacerdotes com o culto e os levitas com a transmissão das legítimas tradições do povo. Nessa versão os reis são julgados a partir de suas relações com o Templo e o culto de Javé. Além disso, toda a história do reino do Norte é omitida, pois no tempo do autor os samaritanos eram inimigos acirrados da organização da comunidade judaica centrada em Jerusalém.
Se reserva uma especial atenção aos levitas, nas listas genealógicas e na narrativa propriamente dita, os levitas têm presença marcante também com sua palavra e ideologia, o que indica que o autor seria um levita, que busca recuperar as tradições das tribos do Norte, que conservado bem os ideais democráticos e igualitários.
Os levitas eram muito ligados aos círculos proféticos do Norte, e, portanto, podem-se encontrar muitas menções de profetas e o título de profeta é dado até mesmo ao levita (cf. 1Cr 25,1-5). Trata-se de uma diferença  com a história narrada nos livros dos Reis, onde o levita Abiatar e com ele certamente o levitismo foi expulso de Jerusalém por Salomão (cf. 1Rs 2,26-27, passagem que o autor das Crônicas omite).
Os livros das Crônicas, portanto, oferecem uma versão da história que defende a função do levita na liderança da comunidade judaica. Graças a ele, os ideais do Êxodo e de uma sociedade igualitária permanecem vivos, à espera de uma ocasião histórica propícia que torne possível a sua concretização.